# John Bagnell Bury
John Bagnell Bury (Clontibret, 16 ottobre 1861 – Roma, 1º giugno 1927) è stato uno storico, filologo, filosofo, grecista e libero pensatore irlandese.

## Biografia
Bury è nato e cresciuto a Clontibret, nella contea di Monaghan, in Irlanda. Suo padre era rettore della Chiesa d'Irlanda, appartenente alla comunione anglicana. Bury studiò dapprima a casa, con i genitori; poi frequentò il Foyle College di Derry e il Trinity College di Dublino, laureandosi nel 1882 e guadagnando una borsa di studio nel 1885. Nel 1893 vinse la cattedra in storia moderna al Trinity College, mentre nel 1898 divenne Regius professor di greco. Nel 1890 curò un'edizione delle Nemee di Pindaro, con il titolo di Nemean Odes of Pindar, mentre due anni dopo diede alle stampe un'edizione delle Istmiche (Isthmian Odes of Pindar, 1892)
Conservò entrambe le posizioni di insegnamento fino al 1902, quando passò a insegnare storia moderna all'Università di Cambridge.
A Cambridge, Bury divenne mentore di Steven Runciman, il quale si sarebbe successivamente definito (sia pure falsamente) come "primo e unico studente" di Bury. In realtà, in un primo tempo, Bury si mostrò ostile nei confronti di Runciman. Quando Runciman gli accennò della sua familiarità con il russo, Bury gli assegnò una serie di articoli bulgari da tradurre e pubblicare; fu l'inizio di una solida collaborazione.
Bury rimase a Cambridge, come  Regius Professor of Modern History, dal 1902 fino alla sua morte, avvenuta a Roma all'età di 65 anni.

## Scritti
I lavori di Bury spaziano dalla Grecia antica ai papati del diciannovesimo secolo. I suoi due lavori di storia della filosofia trattano degli ideali di progresso e razionalità dell'era vittoriana. Con Frank Ezra Adcock e S. A. Cook pubblicò, nel 1919, la Cambridge Ancient History .
Notevoli sono i suoi libri sulla storia romana oltre che, in particolare la sua edizione della classica opera di Edward Gibbon, The History of the Decline and Fall of the Roman Empire (1896-1900). 
Nei suoi studi si è anche interessato di storia dell'Impero bizantino, argomento che molti altri storici inglesi, a partire dallo stesso Edward Gibbon, avevano trascurato.

### A History of Freedom of Thought
(John Bury)

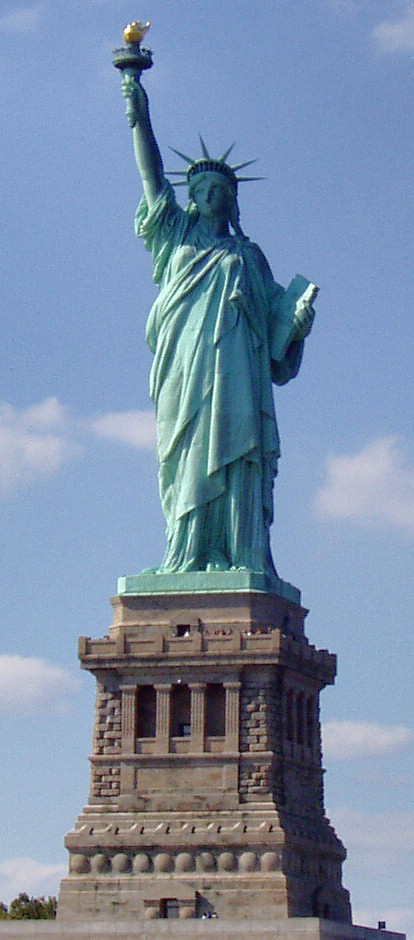
Statua della Libertà: ovunque la luce della Libertà illumina il mondo, lì nasce e si sviluppa il progresso in ogni campo

La sua notorietà in Italia è legata soprattutto alla traduzione della sua opera principale: Storia della libertà di pensiero, Feltrinelli, Milano, 1962 (A History of Freedom of Thought, Oxford University Press, 1913, 1952).
Ancora oggi Bury è ricordato come un vero educatore ed un libero pensatore per le idee originali da lui elaborate e diffuse, soprattutto in un momento storico in cui in Europa maggiormente era il bisogno a causa dell'affermarsi dei totalitarismi. Per Bury, infatti, libertà di pensiero e progresso sono due beni irrinunciabili per una società democratica e non può esservi l'uno senza dell'altro. La libertà di pensiero non deve mai essere limitata o frenata, perché quando s'impedisce agli uomini di ragionare, la ragione si addormenta e produce mostri. Libertà di pensiero e progresso sono inestricabilmente connessi tra di loro al punto che l'una non può esistere senza l'altra.
Il pensiero di Bury sulla libertà di pensiero è stato divulgato a partire dal 1951 da Harold John Blackham, che ha ripubblicato fedelmente la sua Storia del 1913, aggiungendo un Epilogo di 35 pagine, scritto secondo il punto di vista di Bury, per aggiornare la sua analisi storica.
La stessa casa editrice, dopo la morte di Bury, ha pubblicato in Italia anche Storia dell'idea di progresso, un altro suo libro che è come la seconda faccia del suo pensiero.

## Opere

### Come autore
- History of the Later Roman Empire from Arcadius to Irene (1889) — Volume One, Volume Two
- History of the Roman Empire From its Foundation to the Death of Marcus Aurelius (1893)
- History of Greece to the Death of Alexander the Great (1900)
- Life of St. Patrick and His Place in History (1905)
- History of the Eastern Empire from the Fall of Irene to the Accession of Basil I (1912)
- Storia della libertà di pensiero, Feltrinelli, Milano, 1962 (A History of Freedom of Thought, Oxford University Press, 1913, 1952).
- (1914) — Project Gutenberg free eBook
- Idea of Progress (1920) — Project Gutenberg free eBook
- History of the Later Roman Empire from the Death of Theodosius I to the Death of Justinian (2 voll., 1923) — da LacusCurtius
- The Cambridge Ancient History (1923-1924)
- The Invasion of Europe by the Barbarians (1928)
- History of the Papacy in the 19th Century (1864–1878) (1930)
- Fu autore di diverse voci dell'Enciclopedia Britannica (XI edizione, 1911), contribuendo a formulare anche la voce Bury, John Bagnell che riguarda la sua biografia.

### Come curatore
- Pindaro, Nemean Odes (1890)
- Pindaro, Isthmian Odes (1892)
- Edward Gibbon, The History of the Decline and Fall of the Roman Empire (1896-1900) — at Online Library of Liberty Archiviato il 13 aprile 2020 in Internet Archive.
- Edward Augustus Freeman, Freeman's Historical Geography of Europe (terza edizione, 1903)
- Edward Augustus Freeman, The Atlas To Freeman's Historical Geography (terza edizione, 1903)

Nota: scritti di Bury si trovano presso il Progetto Gutenberg, Google Books e l'Internet Archive.